# Gromovnic

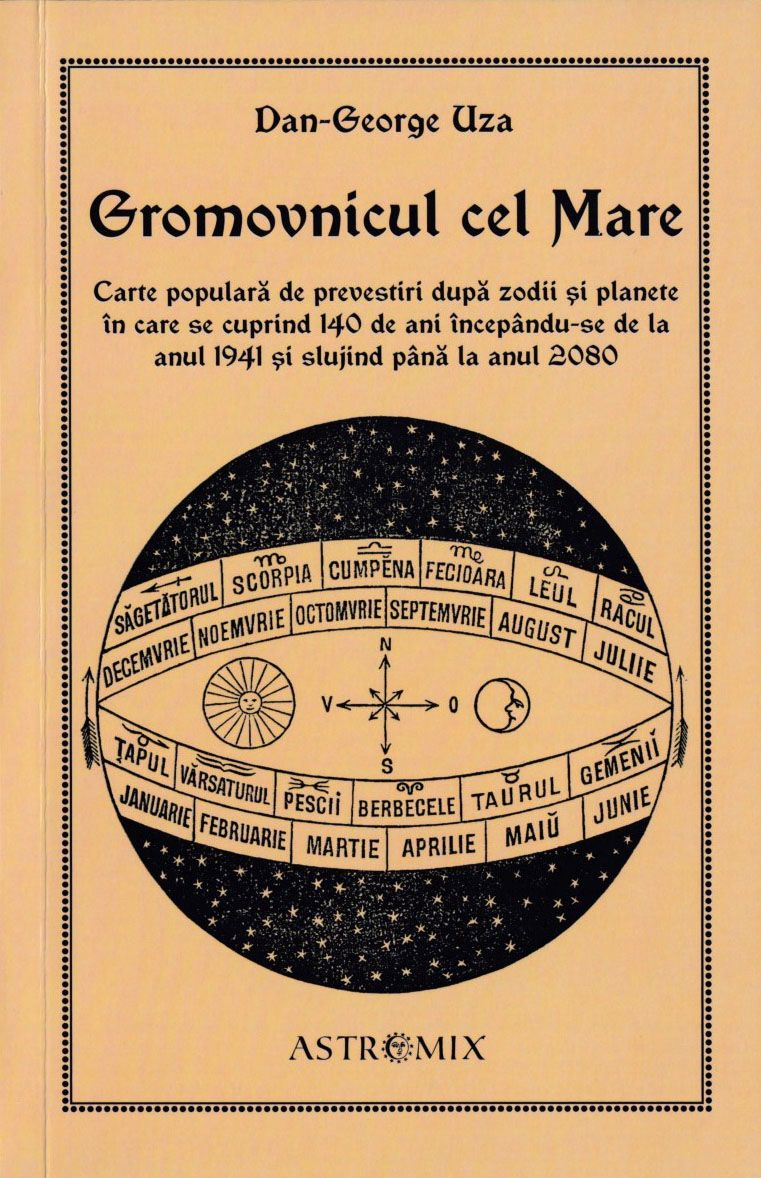
Coperta cărții Gromovnicul cel Mare, Editura Astromix, Cluj-Napoca, 2022

Gromovnicul este o carte de astrologie cu origini siriano-egiptene care prezice soarta oamenilor sau a stărea vremii prin interpretarea tunetelor și a fulgerelor în perioada zodiacală în care se produc. Titlul vine de la cuvântul slav gromu care se traduce prin tunet.
Pe teritoriul actualei Românii, se presupune că a pătruns la înaintea secolului al XVII-lea, iar în anul 1634 la Alba Iulia a fost tipărit în limba slavonă un gromovnic de către Mitropolia Alba Iulia. Nicolae Cartojan în  Cărțile populare în literatura română amintește de marea răspândire ce o aveau aceste cărți în rândul românilor din acele timpuri. Primul gromovnic scris în limba română datează din anul 1703. În Țările Române au circulat traduceri ale gromovnicelor grecești și slavone, printre care cea mai răspândită aparține împăratului bizantin Heraclius.
Gromovnicele precum și alte cărți astro-divinatorii au fost catalogate de biserică drept scrieri diavolești și interzise dar acestea au fost păstrate în taină de către unele persoane și astfel, textele acestor gromovnice s-au păstrat. De asemenea, în anii comunismului în România gromovnicele au fost interzise.
În anul 1993, apare cartea Gromovnicul din bătrâni la Editura Porțile Orientului din Iași, numită astfel pentru a accentua vechimea scrierilor.
În anul 2022, apare cartea Gromovnicul cel Mare la Editura Astromix din Cluj-Napoca, volum ce cuprinde pe lângă gromovnicul propriu-zis și alte texte oraculare, precum și o analiză complexă asupra subiectului.

## Planetele regente
Gromovnicul are 7 astre, numite în carte planete, care guvernează soarta persoanelor și acestea sunt:
- planeta întâi -Saturn
- planeta a-2-a Joe (Jupiter)
- planeta a-3-a Marte
- planeta a-4-a Soarele
- planeta a-5-a Venera (Venus)
- planeta a-6-a Mercur
- planeta a-7-a Luna